# Петрово (Удомельский район)
Петрово — деревня в Удомельском городском округе Тверской области.

## География
Деревня находится в северной части Тверской области на расстоянии приблизительно 18 км на восток-юго-восток по прямой от железнодорожного вокзала города Удомля в 4 км ЮЮВ напрямую от железнодорожного переезда станции Еремково.

## История
Известна с 1545 года как деревня с 2 дворами. В 1859 году казенная деревня. Дворов (хозяйств) в ней было 4 (1859 год), 4 (1886), 3 (1911), 23 (1961), 14 (1986), 6 (1999). В советское время работали колхозы «Красная Звезда», «Призыв Сталина», «1-е Мая» и совхоз «Еремковский». До 2015 года входила в состав Еремковского сельского поселения до упразднения последнего. С 2015 года в составе Удомельского городского округа.

## Население
Численность населения: 30 человек (1859 год), 19 (1886), 19 (1911), 61 (1961), 19 (1986),
16 (русские 100 %) в 2002 году, 7 в 2010.